# Welsickendorf
Welsickendorf ist ein Ortsteil der Gemeinde Niederer Fläming im Landkreis Teltow-Fläming in Brandenburg an der Grenze zu Sachsen-Anhalt. Der Ort gehört dem Amt Dahme/Mark an. Bis zum 31. Dezember 1997 war Welsickendorf eine eigenständige Gemeinde im Amt Niederer Fläming.

## Lage
Welsickendorf liegt am Südrand des Niederen Fläming etwa 17 Kilometer südlich von Jüterbog. Umliegende Ortschaften sind Borgisdorf im Norden, Höfgen, Werbig und Gräfendorf im Nordosten, Reinsdorf im Osten, die Ortsteile Ahlsdorf und Hohenkuhnsdorf der Stadt Schönewalde im Landkreis Elbe-Elster im Südosten sowie Stolzenhain/Hartmannsdorf im Süden, der bereits zur Stadt Jessen (Elster) in Sachsen-Anhalt gehörende Ortsteil Linda (Elster) im Südwesten sowie die wieder in Brandenburg liegenden Dörfer Körbitz im Westen sowie Langenlipsdorf (Gemeinde Niedergörsdorf) und Hohenahlsdorf im Nordwesten.
Durch Welsickendorf läuft die Bundesstraße 101, die den Ort mit Jüterbog und Herzberg verbindet. Östlich der Bundesstraße befindet sich ein kleiner unbenannter Weiher. Zwei weitere Gewässer, die Mittelkiete und Röthe, liegen südöstlich des Dorfzentrums auf einer landwirtschaftlich genutzten Fläche. Im Süden liegt vermutlich die wüste Feldmark Neudelitz.

## Geschichte und Etymologie

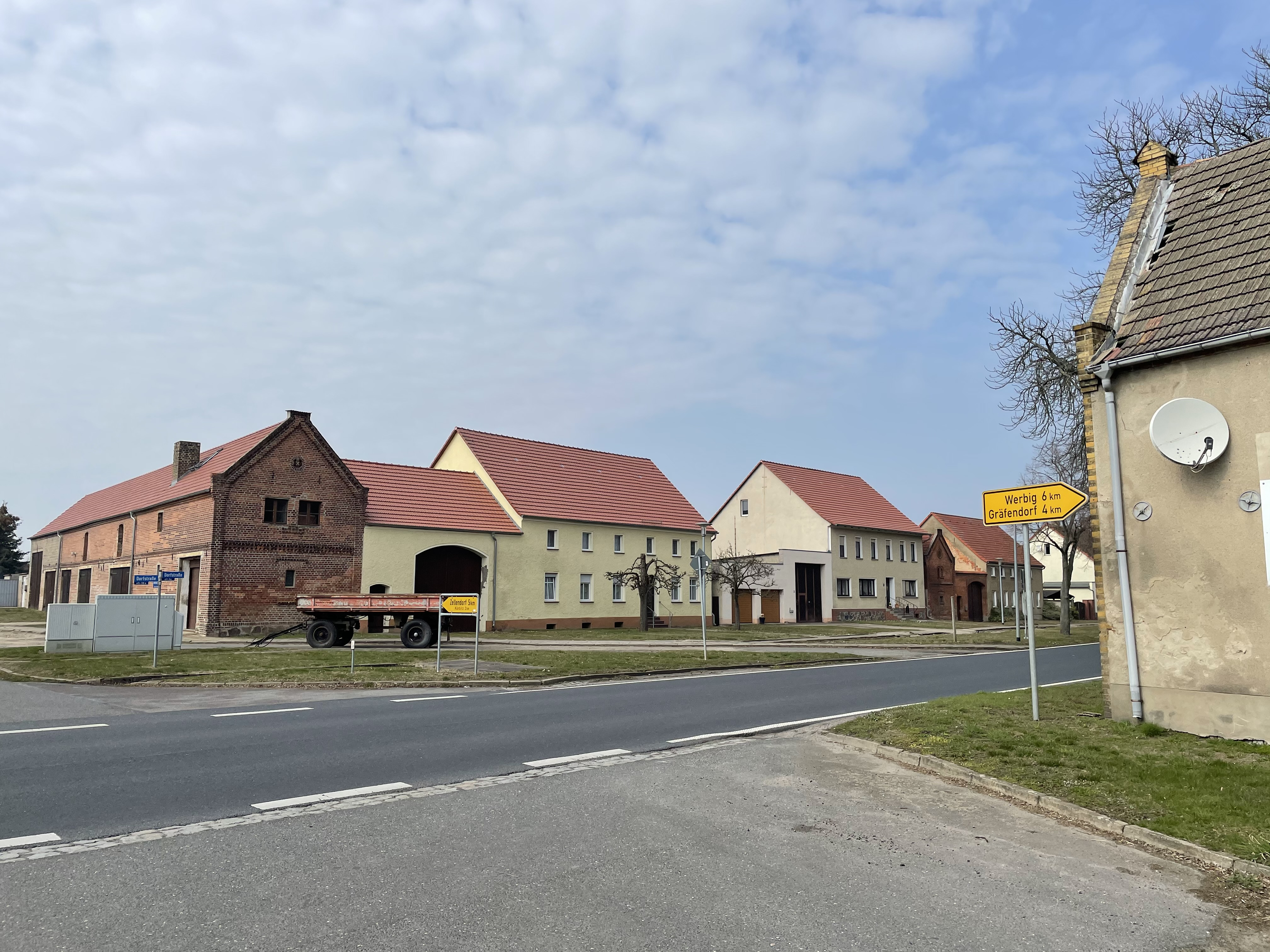
Welsickendorf Ortsansicht

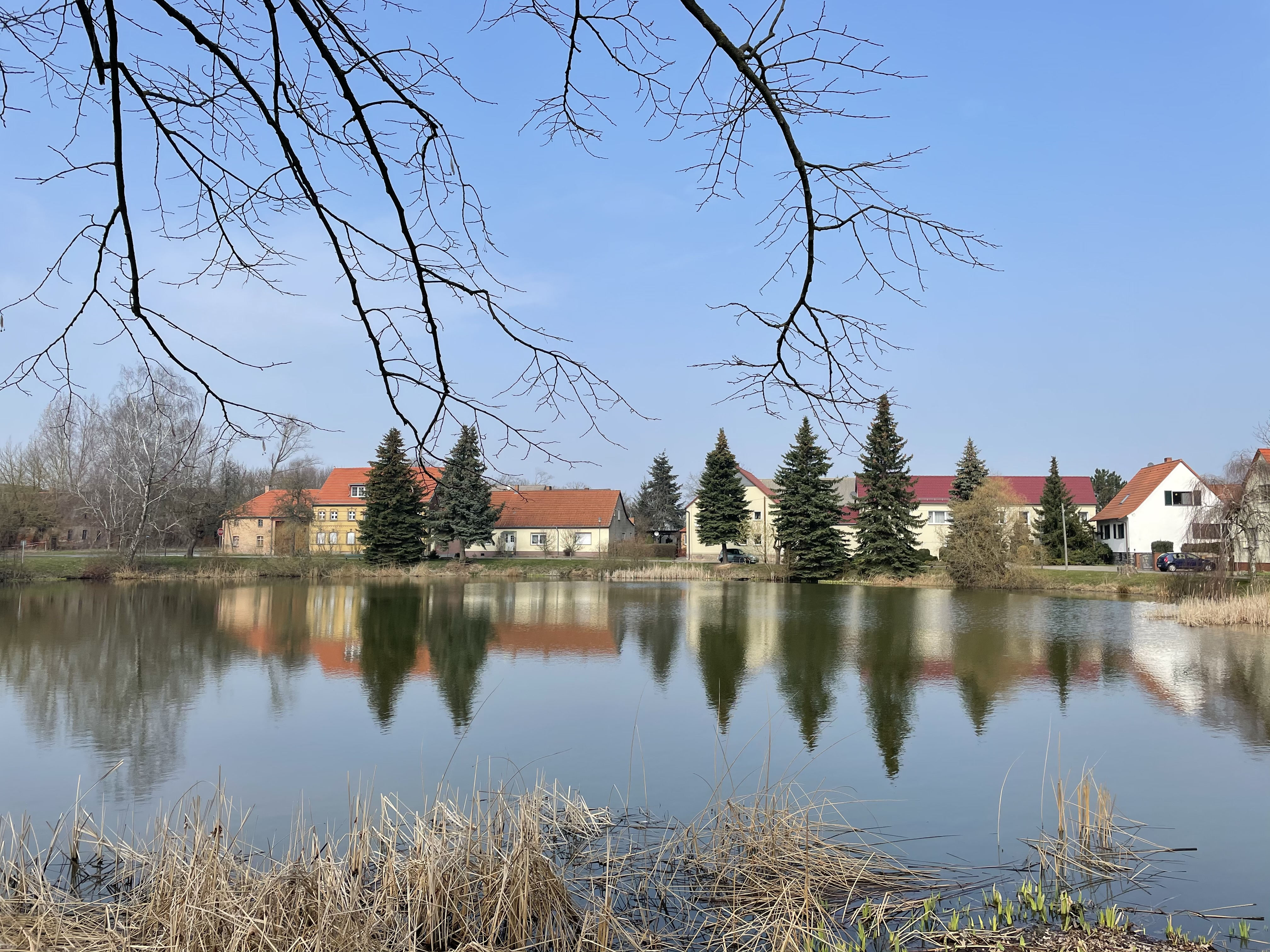
Dorfteich

### 12. bis 14. Jahrhundert
Welsickendorf entstand vermutlich um 1150/1160 als flämische Gründung. und wurde erstmals im Januar 1307 als Welskendorp urkundlich erwähnt (de villa que vocatur welskendorp). Der Ortsname leitet sich von dem slawischen Wort Welsigke ab und bedeutet Ort an dem Erlen stehen. Vermutlich entstand der Name durch die Übertragung des Ortsnamens des Dorfes Welsigke im Landkreis Potsdam-Mittelmark. Die Kirchengemeinde weist in einem Flyer zur Feldsteinkirche aber auch auf die Namensverwandtschaft der belgischen Stadt Velzeke-Ruddershove hin. Von der Bauform ist der Ort als linsenförmiges Angerdorf angelegt. Das Dorf gehörte bis 1566 zum Erzbistum von Magdeburg, der es vor 1342 bis nach 1366 an die von Slautitz aus Bärwalde verlehnte. Der Bürger Berner aus der Stadt Prettin erhielt bis 1307 dabei Hebungen, die sich auf 2 Wispel Roggen, 2 Wispel Hafer und Geld beliefen (1307) und im genannten Jahr an die Kirche St. Nikolai in Jüterbog gingen. Die Zisterzienser aus Jüterbog hielten um 1342 eine Hufe, die anschließend mit dem Slautitzschen Anteil vereinigt wurde. In dieser Zeit erschien das Dorf im Jahr 1342 mit der Schreibweise villa nostra welsekedorp sowie im Jahr 1366 als in vnserm dorffe tzu Welsekendorff. Im 13. oder 14. Jahrhundert entstand auch eine Dorfkirche, zunächst jedoch ohne Fachwerkturm, der erst 1858 aufgesetzt wurde.

### 15. und 16. Jahrhundert
Im Jahr 1406 kam es zu einem Überfall durch Jüterboger Bürger, die den Ort brandschatzten. Der Slautitsche Anteil war wohl einige Zeit auch im Besitz des Amtes Dahme, befand sich bis 1446 im Besitz der Familie Schenck. Anschließend übernahmen die von Leipziger das Dorf bis 1504 mit Ober- und Untergerichtsbarkeit sowie das Kirchenpatronat.
Die Bewohner zahlten um 1500 insgesamt 11 1⁄2 Schock 7 1⁄2 Groschen (gr) zur Anlage an Steuern. Im Jahr 1504 kam es zu einer Teilung des Dorfes: Die von Leipziger behielten 1⁄3, die verbleibenden zwei Drittel gingen zunächst an die Familie (von) Löser. Die Bewohner zahlten im Jahr 1516 insgesamt 18 Rheinische Gulden (fl) zur Steuer. Im Jahr 1534 erschien die Schreibweise welkensdorff; in diesem Jahr zahlten die Bewohner 28 fl 10 gr 5 d zum 50. Pfennig an Steuern. Bei einer Visitation im Jahr 1562 wurde festgestellt, dass dem Pfarrer zwei Hufen zustanden. Er erhielt weiterhin die 30. Mandel vom Getreidezehnten, den 3. Teil des Fleischzehnten sowie alle drei Jahre aus dem Höfen des Dorfes jeweils 14 Hühner. Die Kirche besaß Einnahmen in Höhe eines MalterS Roggen aus der Mühle; ihr gehörten außerdem drei Stücke Land, von denen eines nur alle zwei Jahre bestellt wurde. Der Küster bekam vier Malter 10 Scheffel Roggen von den Bauern sowie von jedem Kossät jährlich ein Brot, sowie jährlich aus jedem Haushalt zwei Pfennige (d) oder drei Eier. Außerdem gab es 26 Hauswirte. Die Steuern beliefen sich im Jahr 1586 auf 15 Taler 25 gr 4 d zum 60. Pfennig. Kurz vor Ende des Jahrhunderts wurde auch der 2⁄3-Anteil der von Löser erneut geteilt, in dem die von Löben 1⁄3 erwarben und es bis 1612 hielten.

### 17. Jahrhundert
Im Jahr 1612 wurden Teil des Dorfes wieder vereinigt. Die von Löser hielten nun wieder 2⁄3 an der Gerichtsbarkeit sowie dem Kirchenpatronat. Im Dreißigjährigen Krieg brannten Schule und Kirche im Jahr 1635 ab; wurden aber wiederaufgebaut. Das Dorf litt unter Plünderungen sowie der Pest. Im Jahr 1656 erwarben die von Löser auch das letzte Drittel und vereinigten somit wieder das gesamte Dorf.

### 18. Jahrhundert
Die Gemarkung war mittlerweile auf 70 1⁄2 Hufen angewachsen (1706). Im Jahr 1713 übernahmen die von Seyffertitz das gesamte Dorf, das im Jahr 1736 erneut geteilt wurde. Eine Hälfte übernahm die Witwe von Muschwitz, eine geborene Seyffertitz, während die andere Hälfte an die Witwe von Schlichting, ebenfalls eine geborene Seyffertitz erhielt. Der Anteil der von Muschwitz ging im Jahr 1760 an die Frau von Thermo, geborene von Muschwitz und von dort im Jahr 1775 an den Kammerherrn Freiherr von Seyffertitz. Der Anteil der von Schlichting kam im Jahr 1776 an die Witwe von Schlichting, geborene von Köckritz und von dort im Jahr 1771 ebenfalls an den Kammerherrn Freiherr von Seyffertitz, der somit beide Teile zusammenführte. Aus dieser Zeit sind der Dorfschulze, 15 Bauern und sieben Kossäten nachgewiesen (1746). Im Jahr 1777 waren es 25 angesessene Einwohner: 16 Hufner, sieben Kossäten und zwei Häusler. Es gab ein unbewohntes bzw. publikes Haus, ein zur Windmühle gehörendes Häusgen. Das Dorf kam im Jahr 1785 an eine Familie von Müller, die es bis 1843 hielten.

### 19. Jahrhundert
Zu Beginn des neuen Jahrhunderts erschienen im Jahr 1804 die Schreibweisen Wälsickendorf und Welsikendorf. Eine Statistik aus dem Jahr 1812 führte insgesamt 31 Steuerpflichtige auf. Es gab einen Gutsherrn mit Verwalter, einen Pfarrer mit Pfarrmeier, eine Viehmagd und Schweinemagd und einen Schulmeister. Außerdem lebten 16 Hufner im Dorf, darunter auch ein Schankwirt. Weiterhin gab es sieben Gärtner, einen Windmüller, einen Schmied sowie drei Häusler. Nach dem Wiener Kongress kam Welsickendorf 1815 an das Königreich Preußen, wo das Dorf im Landkreis Luckenwalde lag. Im Jahr 1825 standen in Welsickendorf insgesamt 40 Häuser; eine andere Statistik für das Jahr 1837 führte für das Rittergut und Dorf insgesamt 30 Wohnhäuser auf. Von 1843 bis 1861 waren kurzfristig die Familien Stolle und Hentschel Eigentümer des Dorfes. Anschließend übernahmen für zwei Jahre kurz die von Thümen den Ort, gaben ihn aber bereits 1863 an die von Manteuffel weiter. In dieser Zeit erschien im Jahr 1850 ein Schmied mit einem Lehrling, ein Schneider mit einem Gesellen und einem Lehrling sowie ein Müller. Das Dorf war im Jahr 1858 insgesamt 2761 Morgen (Mg) groß: 12 Mg Gehöfte, 30 Mg Gartenland, 2119 Mg Acker und 600 Mg Wald. Dort standen sieben öffentliche, 37 Wohn- und 85 Wirtschaftsgebäude, darunter eine Getreidemühle. Kurz darauf erschien auch ein Abbau Chausseehaus (1860). 1865 und 1879 wurden Welsickendorf durch einen Großbrand zerstört. Um 1866 entstand weiterhin eine Ziegelei mit einer Feuerstelle und fünf Einwohnern. Welsickendorf bestand 1891 als Pfarrdorf mit Ziegelei.

### 20. und 21. Jahrhundert

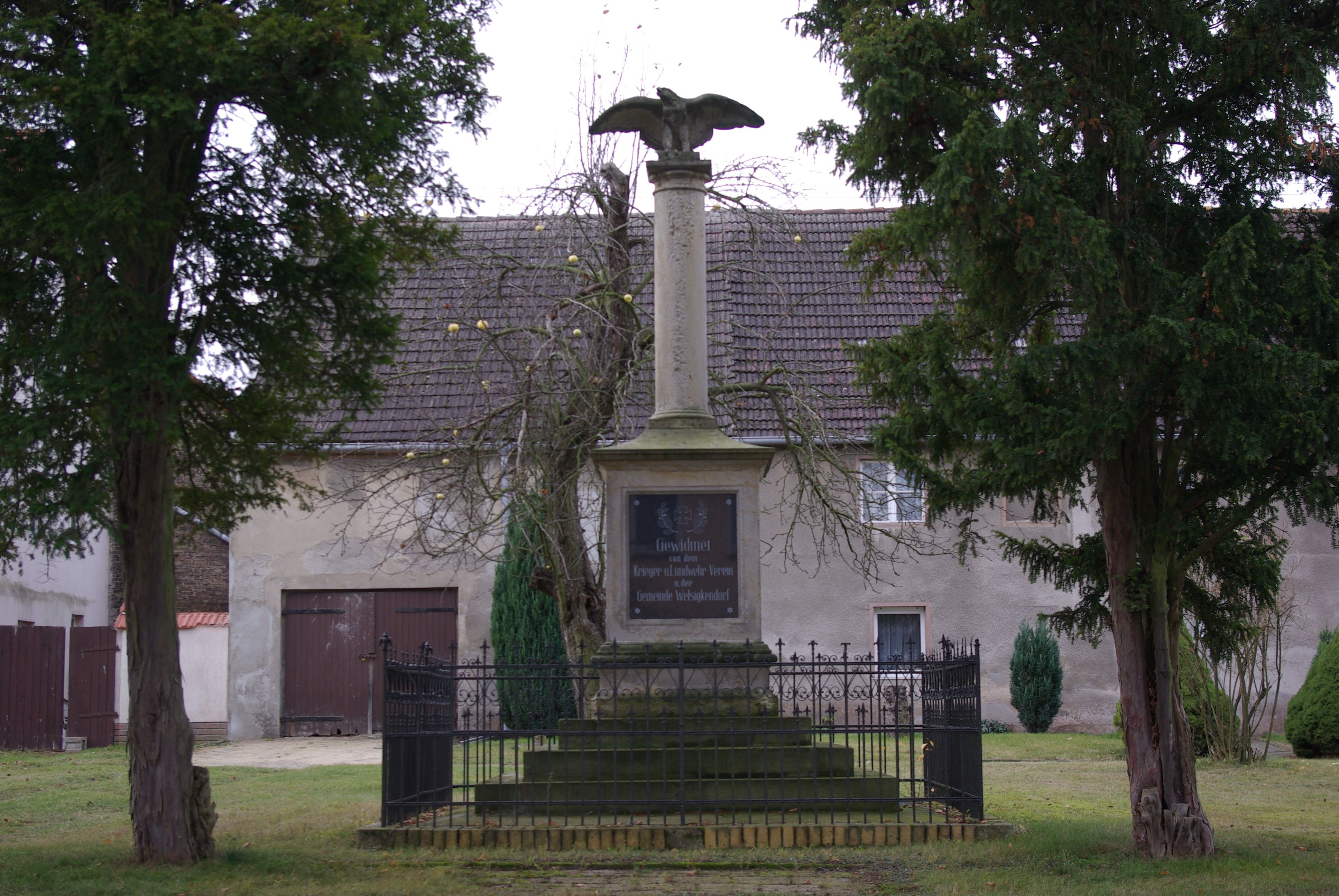
Weltkriegsdenkmal

Die Gemarkung von Welsickendorf umfasste im Jahr 1900 insgesamt 1431,4 Hektar. Dort standen 56 Häuser, die von einem Auszügler, zwei Dreihufnern, drei Einhufnern, einem Fleischbeschauer und Schlächter, vier Fünfhunfer und ein Gastwirt lebten. Außerdem gab es einen Häusler, fünf Kossäten, ein Lehrer, ein Müller, neun Vierhufner, ein Pastor, ein Schankwirt, ein Schmiedemeister, ein Stellmacher und ein Ortsvorsteher. 1911 ersetzten Arbeiter die damals im Ort vorhandene Mühle durch eine neue, diese „neue“ Mühle stand früher in der Nähe von Wittenberg. Im Jahr 1928 wurden vom Gutsbezirk Gräfendorf die südlich von Welsickendorf zwischen der Chaussee von Hartmannsdorf nach Westen und dem Waldweg nach Ahlsdorf gelegenen beiden Seeexklaven eingemeindet. Welsickendorf wurde 1931 Landgemeinde mit 1436,4 Hektar Fläche und 61 Wohnhäusern mit 61 Haushaltungen. Im Jahr 1939 gab es 21 land- und forstwirtschaftliche Betriebe, die zwischen 20 und 100 Hektar groß zwar. Sieben Betriebe waren zwischen 10 und 20 Hektar groß, neun zwischen 5 und 10 Hektar sowie 8 zwischen 0,5 und 5 Hektar.

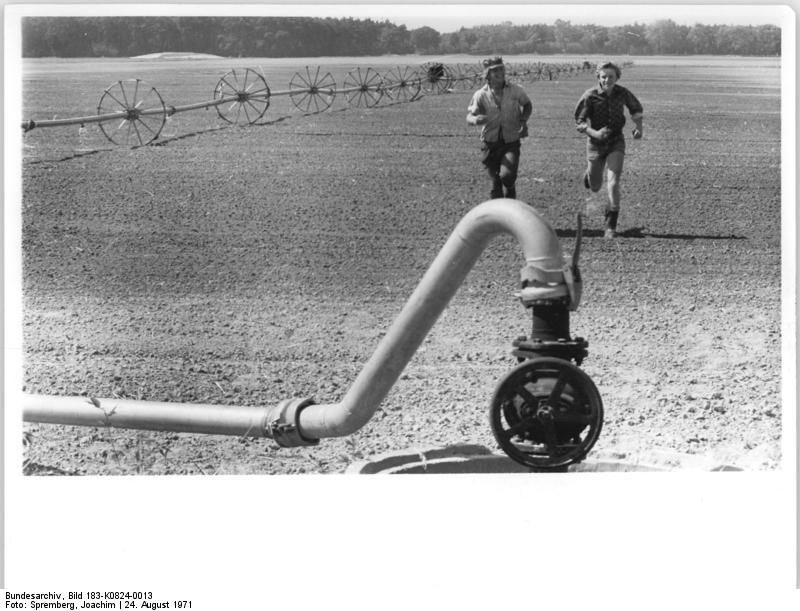
Beregnungsanlage der LPG

Während des Zweiten Weltkrieges wurde die Mühle 1944 zerstört, 1948 jedoch wiedererrichtet und war bis 1982 in Betrieb. Welsickendorf war eines der wenigen Dörfer, in dem 1945 keine Bodenreform durchgeführt wurde. Allerdings kamen 20 Hektar Waldzulage aus Reinsdorf an die Gemeinde (1948). Sie bestand im Jahr 1950 mit dem Wohnplatz ehemalige Meierei. Am 25. Juli 1952 wurde die Gemeinde dem neu gebildeten Kreis Jüterbog im Bezirk Potsdam zugeordnet. Im Jahr 1955 gründete sich eine LPG Typ III „Friedrich Schiller“ mit fünf Mitgliedern und 112 Hektar landwirtschaftlicher Nutzfläche, die vier Jahre später an die LPG Typ I Körbitz angeschlossen wurde. Sie hatte im Folgejahr 208 Mitglieder und 1784 Hektar Fläche. Im Jahr 1961 wurden die LPG Typ I Hohendorf und 1976 die LPG Typ III Borgisdorf sowie die LPG Typ III Hohengörsdorf angeschlossen. Am 11. Januar 1962 wurde zunächst Höfgen und am 1. April 1974 Körbitz nach Welsickendorf eingemeindet. Im Jahr 1976 gründete sich eine LPG für Pflanzenproduktion. Diese bestand auch noch im Jahr 1983. Daneben gab es den Kreisbetrieb für Landtechnik Jüterbog Sitz Marzahna Außenstelle Welsickendorf, die LPG mit Abteilung Körbitz und Tierproduktion Hohengörsdorf und die ZG Bauorganisation Welsickendorf Sitz Hohenahlsdorf.
Nach der Wende lag die Gemeinde im Landkreis Jüterbog in Brandenburg. Nach der Kreisreform in Brandenburg am 6. Dezember 1993 wurde Welsickendorf schließlich dem neu gebildeten Landkreis Teltow-Fläming zugeordnet. Am 31. Dezember 1997 wurde Welsickendorf zusammen mit den Gemeinden Borsigdorf, Gräfendorf, Hohenahlsdorf, Hohengörsdorf, Meinsdorf, Nonnendorf, Reinsdorf, Riesdorf, Schlenzer, Sernow, Waltersdorf, Werbig und Wiepersdorf zu der neuen Gemeinde Niederer Fläming zusammengelegt. Seit dem 1. Januar 2018 gehört Welsickendorf dem Amt Dahme/Mark an.

## Bevölkerungsentwicklung
| 1875 | 331 | 1939 | 299 | 1981 | 476 |
| 1890 | 345 | 1946 | 441 | 1985 | 465 |
| 1910 | 363 | 1950 | 436 | 1989 | 519 |
| 1925 | 312 | 1964 | 352 | 1992 | 488 |
| 1933 | 307 | 1971 | 322 | 1996 | 451 |

## Kultur und Sehenswürdigkeiten

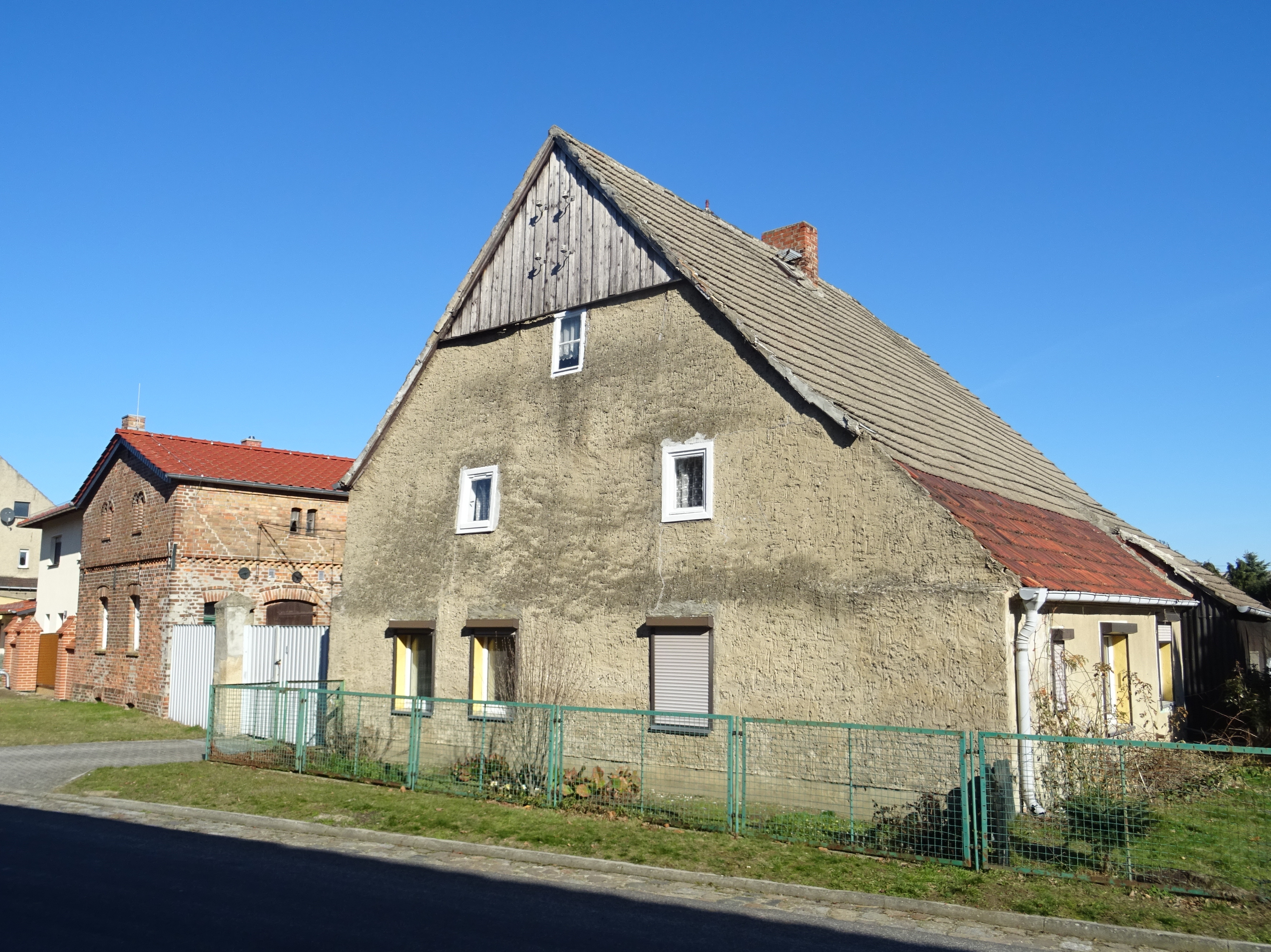
Denkmalgeschütztes Wohnhaus und Stallgebäude in der Dorfstraße 9

- Die Dorfkirche Welsickendorf entstand vermutlich in der zweiten Hälfte des 13. oder im frühen 14. Jahrhundert. Im Innern steht ein Altarretabel aus dem Jahr 1692, das Finsterwalder Kunsttischler Abraham Jäger zusammen mit einer Fünte und der Kanzel schuf. Ein Kirchenführer des Kirchenkreises Zossen-Fläming weist darauf hin, dass es sich um das erste Werk Jägers handelt, bei dem die ursprünglich in der klassischen Abfolge vorhandene Auferstehungsszene durch die Grablegung ersetzt wurde.[6] Alle drei Bilder schuf der Lübbener Maler Michael Scharbe.
- Das Wohnhaus und Stallgebäude in der Dorfstraße sowie das Stallgebäude mit Oberlaube in der Dorfstraße 14 stehen unter Denkmalschutz.
- Die Flaeming-Skate-Strecke führt auf einer Länge von acht Kilometern durch den Ort.